# Artabotrys brachypetalus
Artabotrys brachypetalus Benth. – gatunek rośliny z rodziny flaszowcowatych (Annonaceae Juss.). Występuje naturalnie w południowo-wschodniej części Demokratycznej Republiki Konga, w Tanzanii, Malawi, Mozambiku, Zambii, Zimbabwe, Botswanie oraz północno-wschodniej części Republiki Południowej Afryki. 

## Morfologia
PokrójZimozielone zdrewniałe liany. Kora ma szarą narwę. Młode pędy są owłosione.
LiścieMają kształt od owalnego do podłużnie eliptycznego. Mierzą 4,5–11 cm długości oraz 2,5–6,5 cm szerokości. Są skórzaste, lekko owłosione od spodu. Mają zielononiebieskawą barwę. Wierzchołek jest od zaokrąglonego do krótko spiczastego. Osadzona są na krótkim ogonku liściowym.
KwiatySą pojedyncze. Rozwijają się z rozwlekłych łodyg, służąc jako punkt zakotwiczenia dla sąsiednich roślin. Mają żółtawą barwę. Osiągają 2 mm średnicy. Działki kielicha są owłosione. Płatki zewnętrzne są rozłożone, natomiast wewnętrzne są wyprostowane i nachylone ku sobie.
OwoceTworzą owoc zbiorowy. Mają eliptyczny kształt. Osiągają 25–30 mm długości. Mają czarnopurpurową barwę.

## Biologia i ekologia
Rośnie w zaroślach i otwartych przestrzeniach w lasach, na suchym podłożu. Występuje na terenach nizinnych. kwitnie od września do grudnia, natomiast owoce pojawiają się od grudnia do marca.